# مانويل خوسيه بونيت
مانويل خوسيه بونيت (بالإسبانية: Manuel José Bonnet Locarno)‏ هو دبلوماسي وضابط وأكاديمي وسياسي كولومبي، ولد في 25 يونيو 1936 في كولومبيا، وتوفي في 15 يونيو 2018 في بوغوتا في كولومبيا. انتخب سفير كولومبيا لدى اليونان وانتخب حاكم الدولة إدارة ماجدالينا (2010 – 2012) وانتخب قائد وحدة الجيش الوطني الكولومبي (ديسمبر 1996 – يوليو 1997).